# 숭의중학교
숭의중학교(崇義中學校)는 대한민국 광주광역시 남구 방림동에 위치한 사립 중학교이다.

## 학교 연혁
- 1959년 5월 8일 : 숭의중학교 개교
- 1959년 5월 21일 : 숭의중학교 설립 인가
- 1961년 3월 25일 : 숭의학원 설립인가
- 1962년 12월 8일 : 남자 4학급, 여자 2학급, 계 18학급
- 1986년 9월 1일 : 신축 교사로 이전 (현 남구 오방로 소재)
- 2000년 6월 30일 : 남녀공학 승인(2001학년도 신입생)
- 2012년 8월 30일 : 제21대 이사장 박선주 취임
- 2024년 1월 9일 : 제63회 졸업식 164명(총 25,445명)
- 2024년 3월 4일 : 입학식(7학급)
- 2024년 9월 1일 : 제24대 이주호 교장 취임

## 참고 자료
- 숭의중학교 - 한국교육학술정보원 학교알리미